# Bausa (Band)
Bausa (ehemals bekannt als Brødrene Bausa, deutsch Gebrüder Bausa) ist ein norwegisches Musiktrio. Das Trio besteht aus Edvard Bræin Groth, Fredrik von Krogh und Philip Bergenstjerna.

## Geschichte
Die Mitglieder des Trios stammen aus Stabekk, in der westlich von Oslo gelegenen Kommune Bærum. Das Trio entstand, als Edvard Bræin Groth, Fredrik von Krogh und Philip Bergenstjerna an der weiterführenden Schule damit begannen, Russemusikk-Lieder zu schreiben. Im Jahr 2022 zogen sie mit dem Lied Mawbys erstmals in die norwegischen Musikcharts ein. Im Jahr 2023, als sie ihren Schulabschluss machten, erzielten sie schließlich mit der Single Turné einen größeren Hit. Das Lied erreichte den zweiten Platz der norwegischen Singlecharts und wurde beim Spellemannprisen 2023 als „Lied des Jahres“ nominiert.
Im März 2024 gab das Trio gemeinsam mit Coucheron ein Cover des Liedes Ung & Dum von Unge Ferrari heraus. Das Lied wurde Titeltrack des im April 2024 herausgegebenen Debütalbums. Mit Fire to My Soul erschien darauf auch ein englischsprachiges Lied.

## Stil
In einer Rezension von NRK P3 wurde über Bausas Lieder geschrieben, dass diese verglichen mit anderen bekannten Russemusikk-Bands weniger anstößige Lyrics haben. Hauptinhalte der Lieder seien „Damen, Trinken, Tanzen und alle Anzeichen dafür, dass die Lebenslust größer ist als das Wochengehalt“. Zum Debütalbum Ung & Dum wurde in der Rezension bemerkt, dass sich die Band damit weg von Russemusikk hin zu Partymusik im Allgemeinen bewege.

## Auszeichnungen
Spellemannprisen
- 2023: Nominierung in der Kategorie „Lied des Jahres“ (für Turné)
- 2023: Nominierung in der Kategorie „Durchbruch des Jahres“
- 2023: Nominierung in der Kategorie „Partymusik“

## Diskografie

### Alben
| Jahr | Titel     | Höchstplatzierung, Gesamtwochen, AuszeichnungChartsChartplatzierungen (Jahr, Titel, Platzierungen, Wochen, Auszeichnungen, Anmerkungen) | Anmerkungen                          |
| Jahr | Titel     | NO | Anmerkungen                          |
| ---- | --------- | --- | ------------------------------------ |
| 2024 | Ung & Dum | NO2 (25 Wo.)NO | Erstveröffentlichung: 26. April 2024 |

### Singles
| Jahr | Titel Album    | Höchstplatzierung, Gesamtwochen, AuszeichnungChartsChartplatzierungen (Jahr, Titel, Album, Platzierungen, Wochen, Auszeichnungen, Anmerkungen) | Anmerkungen                                                        |
| Jahr | Titel Album    | NO | Anmerkungen                                                        |
| ---- | -------------- | --- | ------------------------------------------------------------------ |
| 2022 | Mawbys –       | NO7 Platin · (13 Wo.)NO | Erstveröffentlichung: 21. April 2022 mit Ginger Joe und Thomskalle |
| 2023 | Manifest –     | NO31 Platin · (3 Wo.)NO | Erstveröffentlichung: 29. Dezember 2022 mit Norwegian House Mafia  |
| 2023 | Turné –        | NO2 (30 Wo.)NO | Erstveröffentlichung: 17. März 2023                                |
| 2023 | Fun Light –    | NO16 (10 Wo.)NO | Erstveröffentlichung: 21. Juli 2023 mit Pasha                      |
| 2023 | Danseproblem – | NO7 (5 Wo.)NO | Erstveröffentlichung: 20. Oktober 2023 mit Coucheron               |
| 2024 | Ung & Dum –    | NO36 (1 Wo.)NO | Erstveröffentlichung: 22. März 2024 mit Coucheron                  |
| 2024 | Sølvskje –     | NO4 (26 Wo.)NO | Erstveröffentlichung: 12. April 2024 mit Amara                     |
| 2024 | Ambassadør –   | NO14 (4 Wo.)NO | Erstveröffentlichung: 25. Oktober 2024 mit Pasha                   |
| 2025 | Gassed –       | NO17 (10 Wo.)NO | Erstveröffentlichung: 24. Januar 2025                              |
| 2025 | Sjonglerer –   | NO3 (… Wo.)NO | Erstveröffentlichung: 28. Februar 2025                             |
| 2025 | Overfladisk –  | NO2 (… Wo.)NO | Erstveröffentlichung: 28. Februar 2025                             |
| 2025 | St. Tropez –   | NO11 (… Wo.)NO | Erstveröffentlichung: 9. Mai 2025                                  |